# Episodi de I racconti del West (quinta stagione)
La quinta stagione della serie televisiva I racconti del West (Dick Powell's Zane Grey Theater) è andata in onda negli Stati Uniti dal 6 ottobre 1960 al 18 maggio 1961 sulla CBS.
| nº | Titolo originale         | Titolo italiano      | Prima TV USA     | Prima TV Italia |
| -- | ------------------------ | -------------------- | ---------------- | --------------- |
| 1  | A Gun for Willie         |                      | 6 ottobre 1960   |                 |
| 2  | Desert Flight            |                      | 13 ottobre 1960  |                 |
| 3  | Cry Hope! Cry Hate!      |                      | 20 ottobre 1960  |                 |
| 4  | The Ox                   |                      | 3 novembre 1960  |                 |
| 5  | So Young the Savage Land |                      | 10 novembre 1960 |                 |
| 6  | Ransom                   |                      | 17 novembre 1960 |                 |
| 7  | The Last Bugle           |                      | 24 novembre 1960 |                 |
| 8  | The Black Wagon          |                      | 1º dicembre 1960 |                 |
| 9  | Knife of Hate            |                      | 8 dicembre 1960  |                 |
| 10 | The Mormons              |                      | 15 dicembre 1960 |                 |
| 11 | The Man From Yesterday   |                      | 22 dicembre 1960 |                 |
| 12 | Morning Incident         |                      | 29 dicembre 1960 |                 |
| 13 | Ambush                   |                      | 5 gennaio 1961   |                 |
| 14 | One Must Die             |                      | 12 gennaio 1961  |                 |
| 15 | The Long Shadow          | L'ombra del sospetto | 19 gennaio 1961  |                 |
| 16 | Blood Red                |                      | 29 gennaio 1961  |                 |
| 17 | Honor Bright             |                      | 2 febbraio 1961  |                 |
| 18 | The Broken Wing          |                      | 9 febbraio 1961  |                 |
| 19 | The Silent Sentry        |                      | 16 febbraio 1961 |                 |
| 20 | The Bible Man            |                      | 23 febbraio 1961 |                 |
| 21 | The Scar                 |                      | 2 marzo 1961     |                 |
| 22 | Knight of the Sun        |                      | 9 marzo 1961     |                 |
| 23 | A Warm Day in Heaven     |                      | 23 marzo 1961    |                 |
| 24 | The Empty Shell          |                      | 30 marzo 1961    |                 |
| 25 | The Atoner               |                      | 6 aprile 1961    |                 |
| 26 | Man from Everywhere      |                      | 13 aprile 1961   |                 |
| 27 | The Release              |                      | 27 aprile 1961   |                 |
| 28 | Storm Over Eden          |                      | 4 maggio 1961    |                 |
| 29 | Image of a Drawn Sword   |                      | 11 maggio 1961   |                 |
| 30 | Jericho                  |                      | 18 maggio 1961   |                 |

## A Gun for Willie
- Prima televisiva: 6 ottobre 1960
- Diretto da: David Lowell Rich
- Scritto da: Howard Dimsdale

### Trama
- Guest star: Ernest Borgnine (Willie), Paul Birch (sceriffo), Nancy Valentine (Lily), Dub Taylor (Yancey), Paul Sorenson (Mike), Ralph Moody (George), Kenneth Patterson (Tim), George Robotham (Navajo Jack), Boyd 'Red' Morgan (Clayton)

## Desert Flight
- Prima televisiva: 13 ottobre 1960
- Diretto da: Budd Boetticher
- Scritto da: Jim Byrnes, Joseph Byrnes

### Trama
- Guest star: Rand Brooks (Wilson), Dick Powell (Brenner), John Pickard (sceriffo), James Coburn (Doyle), Ben Cooper (Sandy), Robert F. Hoy (Deptuy #1), Robert "Buzz" Henry (Deputy #2), Fred Krone (impiegato), Fred Sherman (Stick Tender)

## Cry Hope! Cry Hate!
- Prima televisiva: 20 ottobre 1960
- Diretto da: Abner Biberman
- Scritto da: Margaret Armen

### Trama
- Guest star: June Allyson (Stella), Paul Fix (Burkett), Brett King (Luke French), Robert Crawford, Jr. (ragazzo), Richard Garland (Will), Don Gazzaniga (Angler)

## The Ox
- Prima televisiva: 3 novembre 1960
- Diretto da: David Lowell Rich
- Scritto da: Guillo Anfuso, Estelle Conde

### Trama
- Guest star: Bill Erwin (Minister), Burl Ives (Ox), Whit Bissell (maggiore McConnell), Edward Platt (Marshal Mays), Jacklyn O'Donnell (Nancy McConnell), Kay Stewart (Hannah), Andy Albin (Smitty), Karen Norris (Mrs. McIntire), Patrick Hector (Boy #1), Gregory Irvin (Boy #2), Fred Kroner (Drover #1), Rudy Dolan (Drover #2), Stuffy Singer (Young Man)

## So Young the Savage Land
- Prima televisiva: 10 novembre 1960

### Trama
- Guest star: Chris Robinson (Paul Martin), John Dehner (Jim Brayden), Claudette Colbert (Beth Brayden), Harry Dean Stanton (Toby), Roy Barcroft (Mike), Lee Kross (Roy), Perry Cook (Henry Sloan)

## Ransom
- Prima televisiva: 17 novembre 1960

### Trama
- Guest star: Aneta Corsaut (Amy), Claude Akins (Comanchero), Ed Nelson (Tantasi), Michael Hinn (Scotsman), Michael Parks (Juanito), Lloyd Bridges (Dundee), Frank Griffin (Stantub)

## The Last Bugle
- Prima televisiva: 24 novembre 1960

### Trama
- Guest star: Michael Hinn (Tom Horn), Bob Cummings (tenente Gatewood), Michael Pate (Geronimo), Jerry Oddo (Martine), Michael Keep (Natchez), Robert Carricart (Patino), Rodd Redwing (Kaeta), Robert Warwick (generale Miles), Rodolfo Hoyos, Jr. (comandante)

## The Black Wagon
- Prima televisiva: 1º dicembre 1960

### Trama
- Guest star: Esther Williams (Sarah Harmon), Karen Norris (Mrs. Quint), Ryan Hayes (Mead), Kenneth Patterson (Quint), Joseph Sargent (sergente), Larry Pennell (Tully), Keenan Wynn (presentatore)

## Knife of Hate
- Prima televisiva: 8 dicembre 1960

### Trama
- Guest star: Lloyd Nolan (dottor Elisha Pittman), Susan Oliver (Susan Pittman), Robert Harland (Jack Hoyt), Vladimir Sokoloff (Alf), Michael T. Mikler (Lacey), Marjorie Bennett (Sophie), Tyler McVey (Forrest)

## The Mormons
- Prima televisiva: 15 dicembre 1960

### Trama
- Guest star: Bing Russell (Cole), Michael Hinn (Adam Lawson), Joseph V. Perry (Frank), Stephen McNally (Matt Rowland), Tuesday Weld (Beth Lawson), Mark Goddard (Adam Lawson Jr.), Robert Griffin (Doc Kimball), Carl Dickinson (Mormon)

## The Man From Yesterday
- Prima televisiva: 22 dicembre 1960

### Trama
- Guest star: Wendell Corey (Mapes), Marsha Hunt (Catha Duncan), Cubby O'Brien (Ted Duncan), John Anderson (John Duncan), Duke Norton (sceriffo Conklin), Bill Idelson (Gunsmith), Paul Stader (contadino #1), Chuck Hayward (contadino #2), Kenneth Patterson (barista)

## Morning Incident
- Prima televisiva: 29 dicembre 1960

### Trama
- Guest star: Martha Hyer (Laurie Pritchard), Robert Culp (Shad Hudson), Bob Garland (Lucas), Kevin Jones (Jason), Fiona Hale (Mrs. Pritchard)

## Ambush
- Prima televisiva: 5 gennaio 1961

### Trama
- Guest star: Don Dubbins (tenente Homeyer), Jack Elam (Dirk Ryan), Arch Johnson (Dutch), Harry Dean Stanton (soldato Brock), Conlan Carter (McKenzie), Charles Fredericks (Confederate Captain), Dick Powell (colonnello Blackburn)

## One Must Die
- Prima televisiva: 12 gennaio 1961

### Trama
- Guest star: Joan Crawford (Sarah/Melanie Hobbes), Philip Carey (John Baylor), Carl Benton Reid (Than Hobbes), Ben Wright (Paul Overland), Ted Stanhope (Minister)

## The Long Shadow
- Prima televisiva: 19 gennaio 1961

### Trama
- Guest star: Scott Marlowe (Jimmy Budd), Walter Sande (sergente Muldoy), John Pickard (sceriffo), Ronald Reagan (maggiore Will Sinclair), Nancy Reagan (Amy Lawson), Roberta Shore (Laurie), Bill Brauer (Old John)

## Blood Red
- Prima televisiva: 29 gennaio 1961

### Trama
- Guest star: Carolyn Jones (Julie Whiting), Paul Richards (Jess Whiting), Sam Edwards (Cass), Iron Eyes Cody (Nemana), Sterling Holloway (Luther), Charlie Briggs (Roustabout), Rhoda Williams (Woman #1), Mary Patton (Woman #2), Hal Torey (sceriffo), Eddie Little Sky (Cherokee), Charlotte Knight (Mrs. Scully)

## Honor Bright
- Prima televisiva: 2 febbraio 1961

### Trama
- Guest star: Ed Nelson (Vince Harwell), Joseph V. Perry (sceriffo), Danny Thomas (Ed Dubro), Marlo Thomas (Laurie Dubro), Grace Lee Whitney (Ellen), Marian Collier (Susan), David Bond (Minister), Natalie Norwick (Marie), Robert Warwick (Warden), Rex Hill (ragazzo)

## The Broken Wing
- Prima televisiva: 9 febbraio 1961

### Trama
- Guest star: Arthur O'Connell (Lyman), David Ladd (Thalian Kihlgren), John Larch (Magnus Kihlgren), K. T. Stevens (Ada Kihlgren)

## The Silent Sentry
- Prima televisiva: 16 febbraio 1961

### Trama
- Guest star: Dick Powell (Rebel), James Whitmore (narratore), Don Taylor (Yankee)

## The Bible Man
- Prima televisiva: 23 febbraio 1961

### Trama
- Guest star: Art Linkletter (Albert Pierce), Jack Linkletter (Jimmy Pierce), Peter Whitney (Matt), Alvy Moore (Cox), Lee Kross (sceriffo)

## The Scar
- Prima televisiva: 2 marzo 1961

### Trama
- Guest star: Patricia Barry (Beth Martin), Lew Ayres (Jesse Martin), Mort Mills (Foreman), Alan Hale, Jr. (Cal), Patrick Martin (lavoratore)

## Knight of the Sun
- Prima televisiva: 9 marzo 1961

### Trama
- Guest star: Dan Duryea (Henry Jacob Hanley), Constance Towers (Beth Woodfield)

## A Warm Day in Heaven
- Prima televisiva: 23 marzo 1961

### Trama
- Guest star: Bill Erwin (Clay Davis), Lon Chaney, Jr. (Michael Peters), Hank Patterson (Jonas Mulvey), Thomas Mitchell (Nick Finn), Malcolm Atterbury (Ben), William Schallert (Tom), Ken Mayer (mandriano), Ricky Allen (Billy), Diane Strom (Lucy), Fred Graham (mandriano)

## The Empty Shell
- Prima televisiva: 30 marzo 1961

### Trama
- Guest star: Denver Pyle (Nat Sledge), Jan Murray (Cletis Madden), Jean Hagen (Annie Madden), Dub Taylor (Harper), John Newton (Will Bain), Marjorie Bennett (Mary), Carl Dickinson (Tim)

## The Atoner
- Prima televisiva: 6 aprile 1961

### Trama
- Guest star: Herbert Marshall (Simon Baker), Edward Binns (Sam Tompkins), Britt Lomond (Logan Drew), Virginia Gregg (Sarah Tompkins), Alan Reed, Jr. (Matt Tompkins), John Milford (cowboy)

## Man from Everywhere
- Prima televisiva: 13 aprile 1961

### Trama
- Guest star: Peter Whitney (Moore), Cesar Romero (Tom Bowdry), Burt Reynolds (Branch Taylor), King Calder (sceriffo Morgan), Ruta Lee (Jenny Aldrich)

## The Release
- Prima televisiva: 27 aprile 1961

### Trama
- Guest star: Bill Quinn (Hibbens), Gary Merrill (Ken Kenyon), Cesare Danova (Lee Duval), Lee Kinsolving (Dee Pricher), Howard St. John (governatore)

## Storm Over Eden
- Prima televisiva: 4 maggio 1961

### Trama
- Guest star: John Derek (Chet Loring), Nancy Gates (Ellen Gaynor), Robert Middleton (Whitney Gaynor), Harry Dean Stanton (Fletcher), Roberto Contreras (Estrada)

## Image of a Drawn Sword
- Prima televisiva: 11 maggio 1961

### Trama
- Guest star: Beau Bridges (Moss), Nesdon Booth (Eli), Richard Evans (Eph), Lloyd Bridges (tenente Sam Kenyon), Susan Oliver (Hannah), Royal Dano (Will)

## Jericho
- Prima televisiva: 18 maggio 1961

### Trama
- Guest star: Les Tremayne (Attorney General), Claude Akins (Chuck Wagner), John Hoyt, George D. Wallace, Guy Madison (Jericho), Beverly Garland (Amy Shcroeder), Allison Hayes (Millie), Robert Foulk, Roy Glenn, Fred Kruger